# 張澂
張澂（1860年—？），甘肅涼州府古浪縣（今甘肅省古浪縣）人，清朝政治人物、進士出身。
光緒十一年，鄉試中舉。光緒十五年，登進士，改庶吉士。次年授翰林院編修。光緒十九年，任國史館協修官。光緒二十三年，任直省鄉試磨勘官。后署福建福寧府知府、福建漳州府知府、福建興化府知府、福建泉州府知府等。宣統二年，任福建建寧府知府。光緒三年，任八旗官學漢教習。光緒二十四年，任福建候補知府。